# Зграда Министарства правде у Београду
Зграда Министарства правде се налази у Београду, на Теразијама 41. Представља непокретно културно добро као споменик културе од великог значаја.

## Историјат
Зграда је подигнута 1883. године за потребе Министарства правде, према пројекту архитекте Светозара Ивачковића, у сарадњи са инжињером Јованом Суботићем.
Пројектована је и изграђена за два надлештва – Министарство правде и Теразијски кварт. Због тога је зграда првобитно имала два истоветна, симетрично постављена портала, од којих је један затворен 1910. године, приликом проширења зграде. Грађење зграде историјски се поклапа са оснивањем Краљевине Србије и са подизањем палате Старог двора на потезу Теразија се формира репрезентативно-административни центар престонице.

## Архитектура
Пројектована је као зграда у низу као једноспратни објекат, везана калканима, са подрумом, приземљем и спратом коме је накнадно дограђено једно дворишно крило.  Фасада је обликована у неоренесансном стилу по узору на изглед италијанских ренесансних палата. Приземље је обрађено рустично, крупним квадерима, који прате лучно засведене прозоре и портал, док је спратни део фасаде обложен керамичким плочицама. Лучно обликовани прозори спрата су добро пропорционисани, са профилисаним оквирима и троугаоним тимпанонима. Завршни елемент фасаде је богато декорисани  кровни венац изнад кога се налази атика са балустрадама.
Обрада ентеријера степенована је према намени просторија – важније су обложене дрвеном ламперијом и штуко украсима, степениште са балустрадом које спаја приземље и спрат изведено је од мермера. Зграда некадашњег Министарства правде, једна од ретких сачуваних зграда министарстава из 19. века, значајно је сведочанство развоја државне управе у Србији.
Конзерваторски радови изведени су 1978–1979. године.